# QuarkXPress

QuarkXPress este o aplicație pentru tehnoredactare (aranjare în pagină, machetare). QuarkXPress poate fi folosit pentru a produce orice începând de la o mică buclă la o linie decorativă, până la o enciclopedie în mai multe volume. O dată machetată, o pagină poate fi printată la o imprimantă laser acasă (rapoarte, invitații la o petrecere etc.), tipărită pe o mașină tipografică în număr mare de exemplare (carte, revistă, broșură, ziar etc.) sau exportată pentru a putea fi vizualizată online (PDF). Ultima versiune permite transpunerea documentelor în format html sau swf pentru utilizarea lor imediată în internet.

## Versiuni QuarkXPress
Prima versiune a apărut în 1987 numai pentru calculatoarele Macintosh. Varianta pentru PC a fost lansată abia în 1992. În anul 1990 QuarkXPress a devenit lider în domeniul tehnoredactării-DTP, fiind folosit de aproximativ 90% din utilizatorii de calculatoare din întreaga lume, astfel primind critici dure referitoare la monopolul pieței și ca fiind un soft foarte scump la acea vreme. 
Prin urmare în 1999 a apărut Adobe InDesign care a început să câștige clienți prin faptul că versiunea 2.0 putea să ruleze pe Mac OS X, în timp ce QuarkXPress 5.0 nu era compatibil cu această platformă. 
Începând cu 2004, Compania Quark, amenințată de concurentul Adobe, și-a schimbat grila de prețuri și a oferit utilizatorilor cât mai multe aplicații, completări și noutăți, culminând cu oferta adresată celor care au avut licența originală QuarkXPress 6.0 și astfel au putut folosi complet gratuit noua variantă 6.5. Prețurile actuale de pe piața romanească sunt comparabile cu prețurile oferite de competiție. 
Versiunea QuarkXPress 8.01 a fost lansată de piață în 30 septembrie 2008 și este compatibilă cu Microsoft® Windows XP (service pack 2 sau 3) sau Windows Vista® 1.0 (certificat pentru Windows Vista și  Mac OS X 10.4 (Tiger®) sau Mac OS X 10.5 (Leopard™).
Versiunea QuarkXPress 8.02 a fost lansată în 29 ianuarie 2009.
Versiunea QuarkXPress 8.1 a fost lansată în 04 august 2009
QuarkXPress este un program profesional pentru tehnoredactare (aranjare în pagină) și design, folosit de editorii de cărți, ziare, reviste, de tipografii și agenții de publicitate, care permite așezarea elementelor (grafice și texte) în pagină după dorința utilizatorului. 
Ultima versiune are peste 160 de instrumente noi de lucru și are un avantaj extraordinar. Opțiunea Composite Zones este extrem de utilă pentru firmele în care mai multe persoane lucrează la aspecte distincte ale paginii, în același timp, pe calculatoare diferite legate în rețea, modificările în document actualizându-se în timp real. De asemenea, în noul QuarkXPress se poate lucra foarte ușor cu aplicațiile pentru transparență, umbre și se poate controla opacitatea textului, a imaginilor, graficelor, tabelelor, etc. 
Acum, toate documentele ce urmează a fi imprimate sau tipărite, de la o invitație sau o carte de vizită până la albume de artă, colecții de volume, pot fi realizate eficient și rapid cu programul QuarkXPress.